# Altopiano

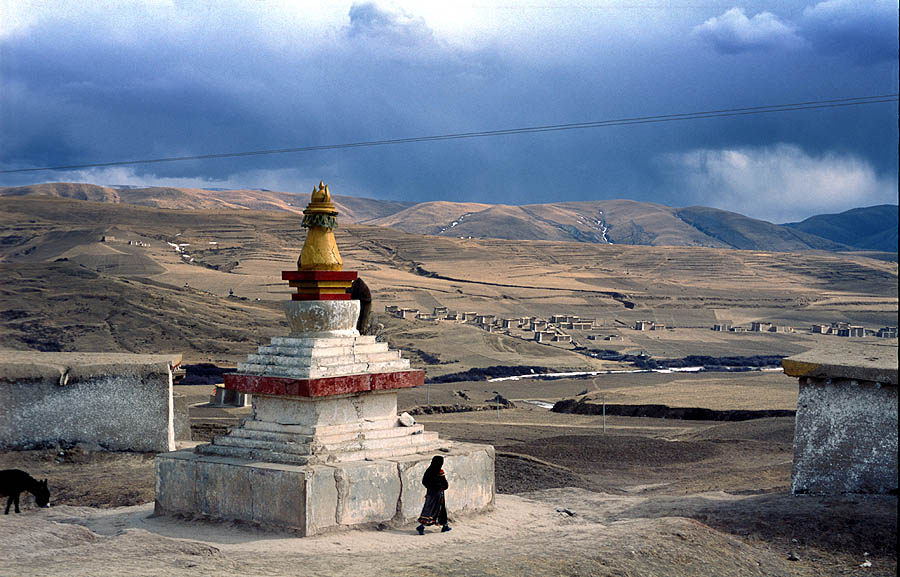
Quello del Tibet è il più vasto altopiano al mondo

In geomorfologia, l'altopiano  (o altipiano) è un territorio pianeggiante ma posto a un'altitudine di almeno 300 m s.l.m., circondato da zone ad altitudine inferiore, e spesso delimitato da versanti montuosi con la stessa inclinazione.

## Descrizione

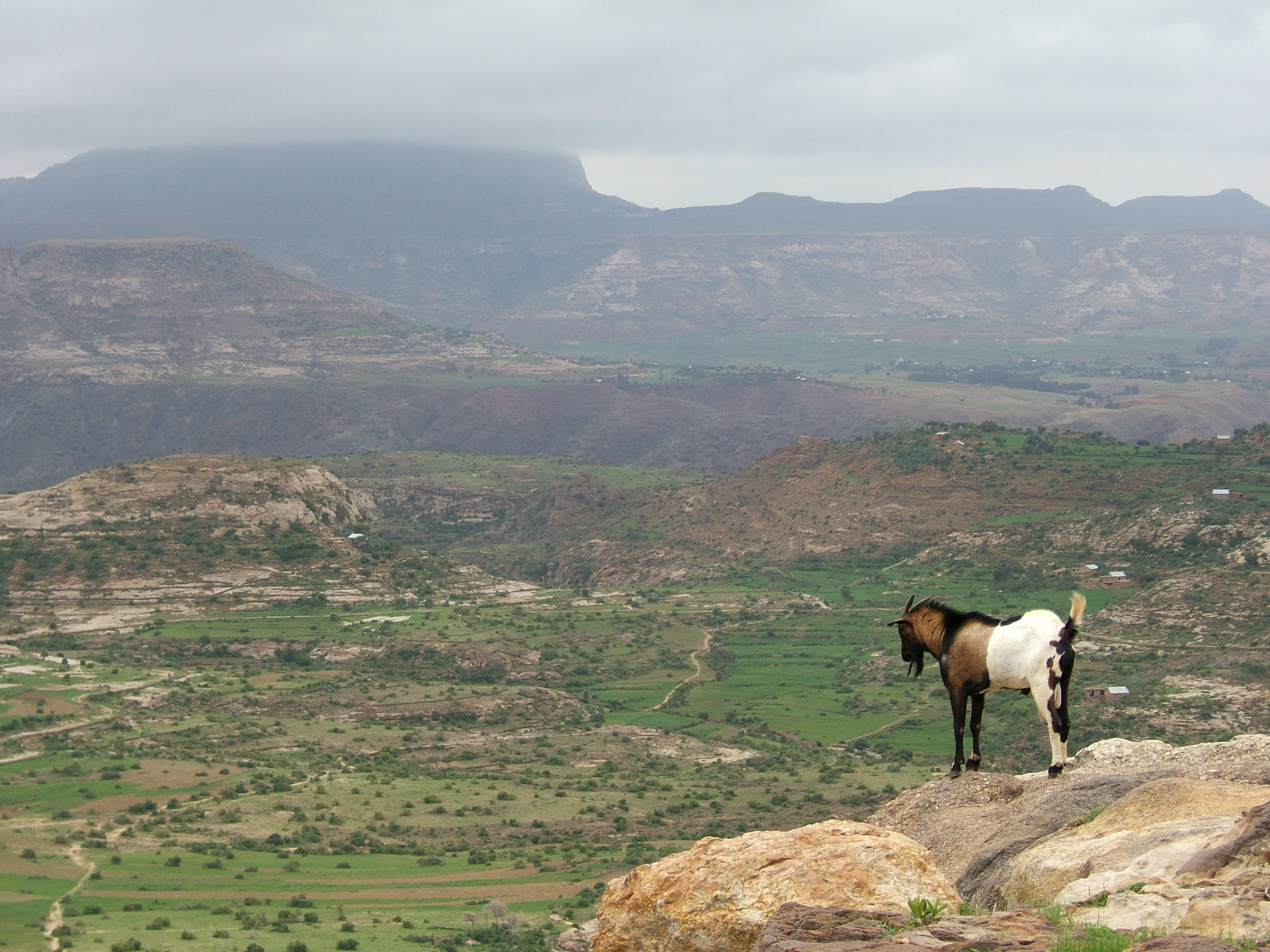
Altopiano etiopico.

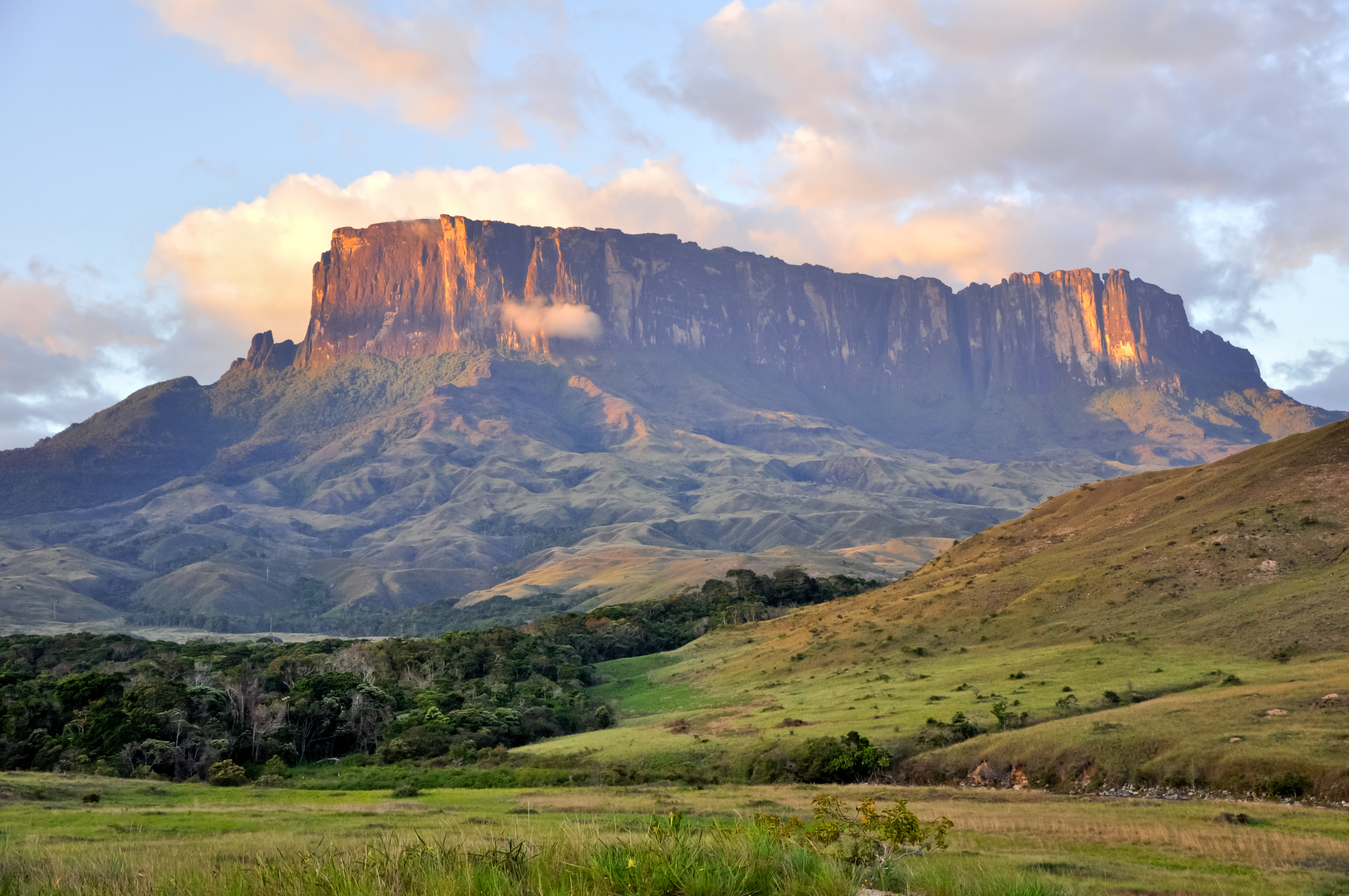
Il monte Roraima in Venezuela.

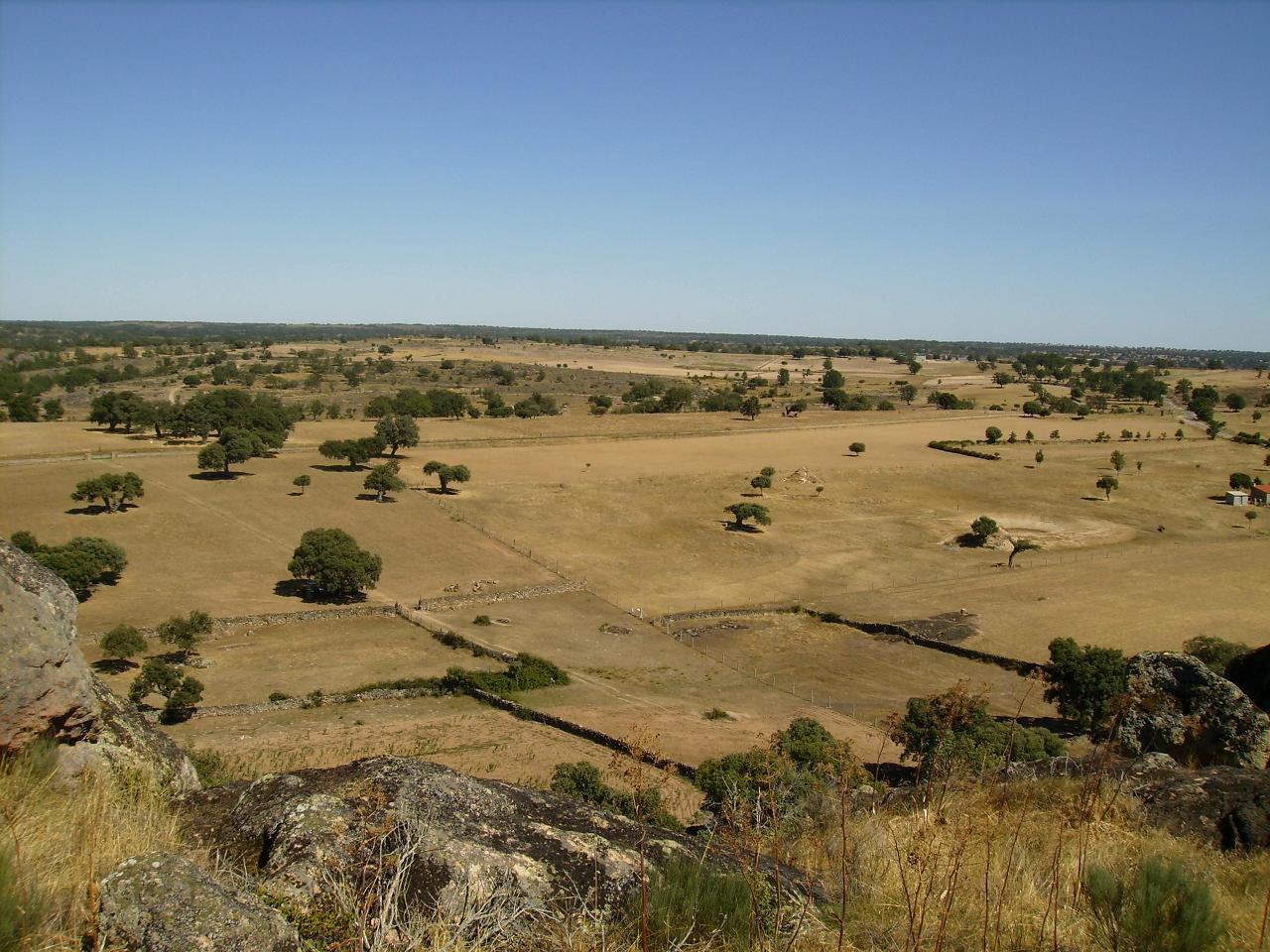
Altopiano della Meseta.

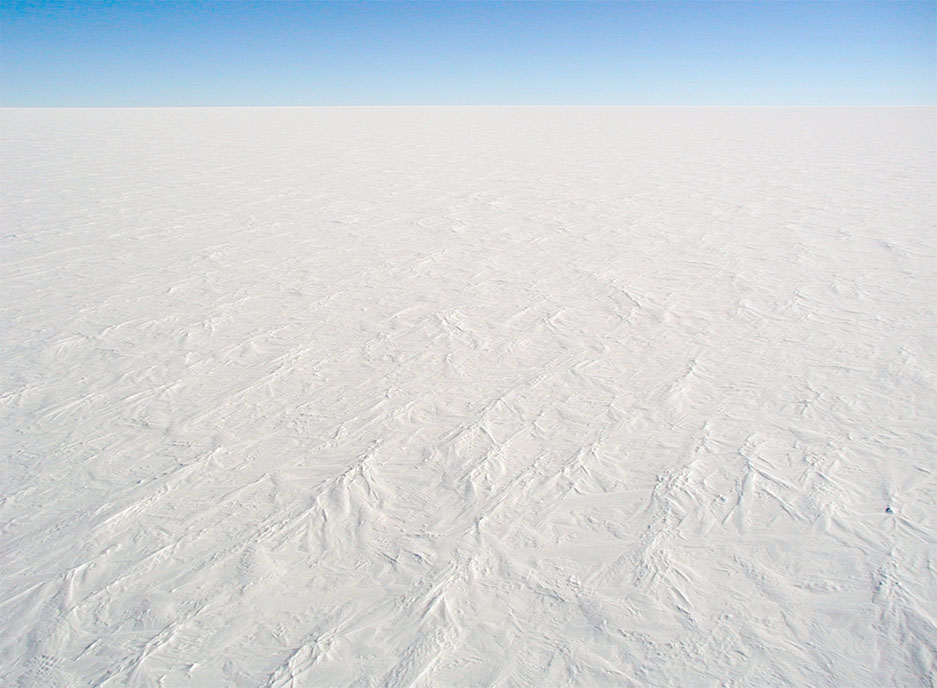
Altopiano Antartico.

Gli altopiani si possono estendere per vastissime regioni come anche per piccole zone in modo non correlato alla loro altitudine. Alcuni altopiani, specialmente in regioni geologicamente stabili, si sono formati in era archeozoica. Il Tibet è la regione ad altopiano più elevata del mondo con la sua altitudine media di 4877 m, perciò soprannominato "Il tetto del mondo".

### Tipologie
In base al meccanismo di formazione si possono distinguere diversi tipi di altopiani: 
- piattaforme (o altopiani vulcanici), formate da imponenti emissioni di lava dai crateri vulcanici;
- altopiani intramontani, che sono piccoli plateau posti ad elevate altitudini e circondati da montagne (come ad esempio l'altopiano del Tibet);
- altopiani tettonici (o tavolati tettonici) formatisi in seguito allo spostamento della crosta terrestre;
- altopiani residuali, che si formarono in seguito all'erosione di antichi rilievi.

### Altipiani principali nel mondo
- Altopiano del Tibet
- Altopiano iranico
- Altopiano del Deccan
- Altopiano della Mongolia
- Altopiano della Mongolia Interna
- Altopiano della Siberia centrale
- Altopiano armeno
- Altopiano anatolico
- Altopiano della Lena
- Altopiano di Ustyurt
- Altopiano etiopico
- Altopiano di Bolaven
- Altopiano di Jos
- Altopiano meridionale del Camerun
- Altopiano messicano
- Altopiano della Meseta
- Altopiano di Manguéni
- Altopiano Antartico
- Altopiano del Colorado